# Diorhabda yulensis
Diorhabda yulensis es una especie de insecto coleóptero de la familia Chrysomelidae. Fue descrita por Jacoby en 1886. Se encuentra en Papúa Nueva Guinea.